# Une petite sœur pour l’été
Pour plus de détails, voir Fiche technique et Distribution.
Une petite sœur pour l’été (夏の妹, Natsu no imōto) est un film japonais réalisé par Nagisa Ōshima et sorti en 1972.

## Synopsis
Une jeune fille vivant à Tokyo, cherche son frère perdu depuis des années sur l’île d’Okinawa. Elle apprend alors qu’il est aujourd'hui le guide touristique avec lequel elle a eu une liaison.

## Fiche technique
- Titre : Une petite sœur pour l’été
- Titre original : 夏の妹 (Natsu no imōto?)
- Réalisation : Nagisa Ōshima
- Scénario : Nagisa Ōshima, Tsutomu Tamura et Mamoru Sasaki
- Musique : Tōru Takemitsu
- Photographie : Yasuhiro Yoshioka
- Montage : Keiichi Uraoka
- Société de production : Art Theatre Guild
- Pays de production :  Japon
- Langue originale : japonais
- Format : couleurs - 1,85:1 - son mono - 35 mm
- Genre : drame
- Durée : 96 min
- Dates de sortie :
  - Japon : 5 août 1972[1]
  - France : 9 janvier 1974[2]

## Distribution
- Hiromi Kurita : Sunaoko Kikuchi
- Hosei Komatsu : Kosuke Kikuchi
- Akiko Koyama : Tsuru Ōmura
- Shōji Ishibashi : Tsuruo Ōmura
- Kei Satō : Shinkō Kuniyoshi
- Taiji Tonoyama : Takuzo Sakurada
- Rokkō Toura : Rintoku Teruya
- Lily : Momoko Kofujida

## Distinctions
- Sélection à la Mostra de Venise 1972[3]